# Verzwergung
Verzwergung, auch als Nanismus oder Nanosomie bezeichnet, ist ein allgemeines evolutionäres Phänomen der Anpassung von Arten an bestimmte Umweltbedingungen. Dabei kommt es zu einer Miniaturisierung und teilweise zu einer Reduktion von Organen. Ursache ist eine Verkleinerung des Lebensraumes und eine Beschränkung des Nahrungsangebotes, die sich nicht nur in einer temporären, phänotypischen Anpassung ausdrückt, sondern durch Selektionsdruck auch genotypisch verankert wird. Voraussetzung dafür ist eine Isolation des Lebensraumes, der über lange Zeiträume zur Herausbildung von verzwergten Unterarten und Arten führt. Dieses Phänomen, daher Inselverzwergung genannt, ist insbesondere in Zusammenhang mit dem verkleinerten Lebensraum und beschränkten Nahrungsangebot auf Inseln zu beobachten; Beispiele sind der Homo floresiensis von der Insel Flores in Indonesien sowie der Homo luzonensis von der Insel Luzon in den Philippinen.
Der Nanismus ist besonders bei den Abstammungslinien der Wirbeltiere untersucht worden, wo sie in der Verkleinerung der Skelettelemente z. B. bei den ausgestorbenen Zwergelefanten besonders auffällig ist. Häufig sind verkleinerte Arten auch bei Knochenfischen zu finden, zu denen auch das zweitkleinste rezente Wirbeltier (Paedocypris progenetica) zählt (Verzwergung bei Knochenfischen), das lange Zeit für das kleinste rezente Wirbeltier gehalten wurde, bis im Jahr 2009 die Froschart Paedophryne amauensis entdeckt wurde.
Neben dem evolutionären Zwerg- oder Kleinwuchs gibt es zahlreiche defizitär bedingte Formen im Pflanzen- und Tierreich, so auch beim Menschen, die infolge von Gendefekten, von Mangelzuständen oder Unterernährung, von Hormonstörungen während der Ontogenese eines Individuums auftreten oder bei Pflanzen infolge eines Befalls von Pflanzenviren.